# Borgenhus
Borgenhus er en nietagers kontorbygning, opført i 1963 på Halmtorvet 20.
Oprindeligt havde forsikrings- og ejendomsselskabet August Borgen til huse på ejendommens fire øverste etager, med oliefirmaet BP på 3. sal. Bygningen er det eneste nybyggeri på Indre Vesterbro, der efter sigende følger kommunens generalplanskitse for Vesterbro fra 1958, City Plan Vest, men denne påstand er svagt begrundet, eftersom der ikke findes fysiske beviser på dette, ud over en lignende bygning, der kan findes i modellen fra samme år.
Byggeriet består af tre fløje, heraf en på 5 etager, en på 6, begge med tagterrasser, samt en mod Halmtorvet på 9 etager. Der er en parkeringskælder under det meste af komplekset, med nedkørsel hertil i Lille Istedgade.
Kontorbygningen er overvejende opført i tegl og jernbeton, beklædt med grå Kolmårdenmarmor og serpentin, med den førnævnte type sten brugt som primært materiale på den nietagers bygningskrop.
Borgenhus er tegnet af arkitekt Frederik Bojesen, med første skitseforslag til komplekset udarbejdet i januar 1958 for Civilingeniør P. Herskind Diemer under navnet Diemarshus. Til trods for et anderledes facadeudtryk og andre funktioner, for eksempel en bilforhandler og servicestation i stueplanet, er udformningen af komplekset fra denne periode stort set den samme som i dag, med samme overordnede form og antal etager, dog med en terrasse, kantine og inspektørbolig på taget af bygningens nietagers fløj.
Af ukendte årsager endte projektet med ikke at blive realiseret under førnævnte bygherre, men derimod Ejendomsselskabet Borgenhus, som dermed lagde navn til ejendommen.
To forskellige udkast til bygningens facade blev udarbejdet af Frederik Bojesens tegnestue for August Borgen i 1961, hvoraf det ene af disse blev det realiserede projekt.
Første spadestik blev taget omkring sommeren 1959, og onsdag d. 19. december 1962 kunne man fejre rejsegilde på arbejdspladsen, hvor projektet ved samme lejlighed blev beskrevet af Børsen som det første kontorhus i det ny City.
Kompleksets fløj langs Viktoriagade blev opført som en senere etape i projektet, med tegninger af denne dateret 1965.
Nedrivning af de to bagvedliggende ejendomme blev udført i 1967, med henblik på at opføre ‘Hotel Amarin’ for advokat Ole S. Thamsen, dette blev - ligesom Borgenhus - også tegnet af Frederik Bojesen, men blev aldrig opført, til trods for ejendommenes nedrivning.
Ejendommen husede en politistation (bedre kendt som Station 1-bygningen) fra 1994 til 2024, hvor Politiet flyttede ud grundet skimmelsvamp og forældelse. Herefter ombygges huset til hotel.
- Perspektivtegning af Diemarshus, 1958
- Alternativ facadeopstalt fra 1961